# Glock 22
La Glock 22 è una pistola semiautomatica prodotta dall'austriaca Glock. È la versione più pesante della Glock 17 camerata per la cartuccia .40 S&W.

## Tecnica
Il fusto è costruito con uno speciale polimero per ridurre il rinculo a causa dell'adozione di una cartuccia più potente. Tale materiale è resistente alla corrosione e agli urti. Il carrello è ricoperto in Tenifer per evitare la corrosione e l'usura di quest'elemento dell'arma. Il fusto alloggia il grilletto, realizzato in plastica, il pulsante dello sgancio del caricatore e la leva dello slide-stop. Sono gli unici comandi presenti sulle pistole Glock, con l'unica eccezione della Glock 18, dove è presente anche il selettore di fuoco. Le varie componenti sono agganciate al telaio da due pin metallici, uno che funge da perno del grilletto ed un secondo più piccolo posteriore.
La canna è in acciaio ad alto tenore cromata internamente. La rigatura è semipoligonale con passo 1 giro in 250 mm ad andamento destrorso. La camera di cartuccia si incastra nella finestra di espulsione praticata sul carrello, facendo contrasto su uno scalino fresato anteriormente allo spigolo superiore della camera di cartuccia. Inferiormente la canna presenta due appendici con i piani inclinati e di contrasto che vanno a scivolare sul blocchetto di acciaio presente nel fusto e che attuano, per i primi 3 mm di corsa retrograda, il ritardo di apertura.
Il carrello è realizzato da un blocco di acciaio unico, fresato dal pieno e rettificato con macchine CNC. Sul lato destro è presente l'estrattore esterno in acciaio sagomato ad unghia ed azionato da un pistone a molla, incernierato ad incastro sul pistoncino della sicura automatica al percussore.
Il caricatore è realizzato in parte in polimero e con un'anima in lamina di acciaio. Alloggia 17 proiettili disposti su due file sfalsate a presentazione singola in alimentazione. Sono anche presenti caricatori maggiorati da 28 colpi.
La pistola è stata dotata del sistema di sparo SAS (Safe Action System), cioè una sicura automatica al percussore. Il funzionamento di tale sistema prevede che l'unica sicura esterna della Glock 17 (una levetta accoppiata al grilletto) venga tirata assieme al SAS. Tirando entrambi con una breve corsa viene tolta la prima sicura e continuando nella trazione si arma il percussore e vengono tolte due sicure interne; questo primo movimento è simile ad una doppia azione dopodiché continuando a tirare il grilletto scatta solo il percussore già armato, mentre rilasciando completamente il doppio grilletto si riazionano automaticamente le sicure.